# 평택지제역
평택지제역(Pyeongtaek-Jije Station, 平澤芝制驛)은 경기도 평택시 지제동에 있는 경부선 상 수도권 전철 1호선의 전철역이며, SRT의 철도역이다. SRT는 이 역을 출발하고 나서 남쪽으로 가다가 천안아산역으로 이어지는 경부고속선과 합류한다. 개업 당시 수도권 전철만이 정차하는 역이었으나 SRT가 건설되면서 수도권 전철 1호선과 SRT가 정차하는 환승역이 됐다. 수서평택고속선은 이 역만 지상 구간이다. 수서평택고속선은 진위천 하저터널로 동탄역과 연결된다. 수도권 전철 1호선 평택지제역의 병기역명은 한경국립대이다

## 역사
- 2006년 6월 30일 : 지제역(芝制驛) 역명으로 무배치간이역으로 개역(을종승차권대매소)[4]
- 2010년 1월 21일: 당정역 개업으로 1호선 역번호가 P163번에서 P164번으로 변경
- 2016년 4월 29일 : 수도권고속선 철도거리표 고시[5]
- 2016년 11월 10일 : 수도권고속선 명칭이 수서평택고속선으로 변경 고시[6]
- 2016년 12월 9일 : 수서평택고속선 개통과 함께 SRT 정차 개시
- 2020년 11월 24일: 평택지제역(平澤芝制驛)으로 역명 개정[7]
- 2023년 3월 1일: 부역명을 "한국복지대학"에서 "한경국립대"로 변경

## 승강장
상하행 분리형 승강장으로 수도권 전철 1호선, SRT 모두 2면 4선의 상대식 승강장이며, 중간에 2선의 통과선이 있고 현재 1호선 승강장에 스크린도어가 설치돼 있다. 출구는 2개가 있다.

### 수도권 전철 1호선승강장
| ↑ 서정리(국제대학) |
| \| １              |
| 평택 ↓             |

| 1 | 경부선 | ● 수도권 전철 1호선 | 평택 · 천안 · 신창 방면            |
| 2 | 경부선 | ● 수도권 전철 1호선 | 수원 · 구로 · 서울역 · 광운대 방면 |

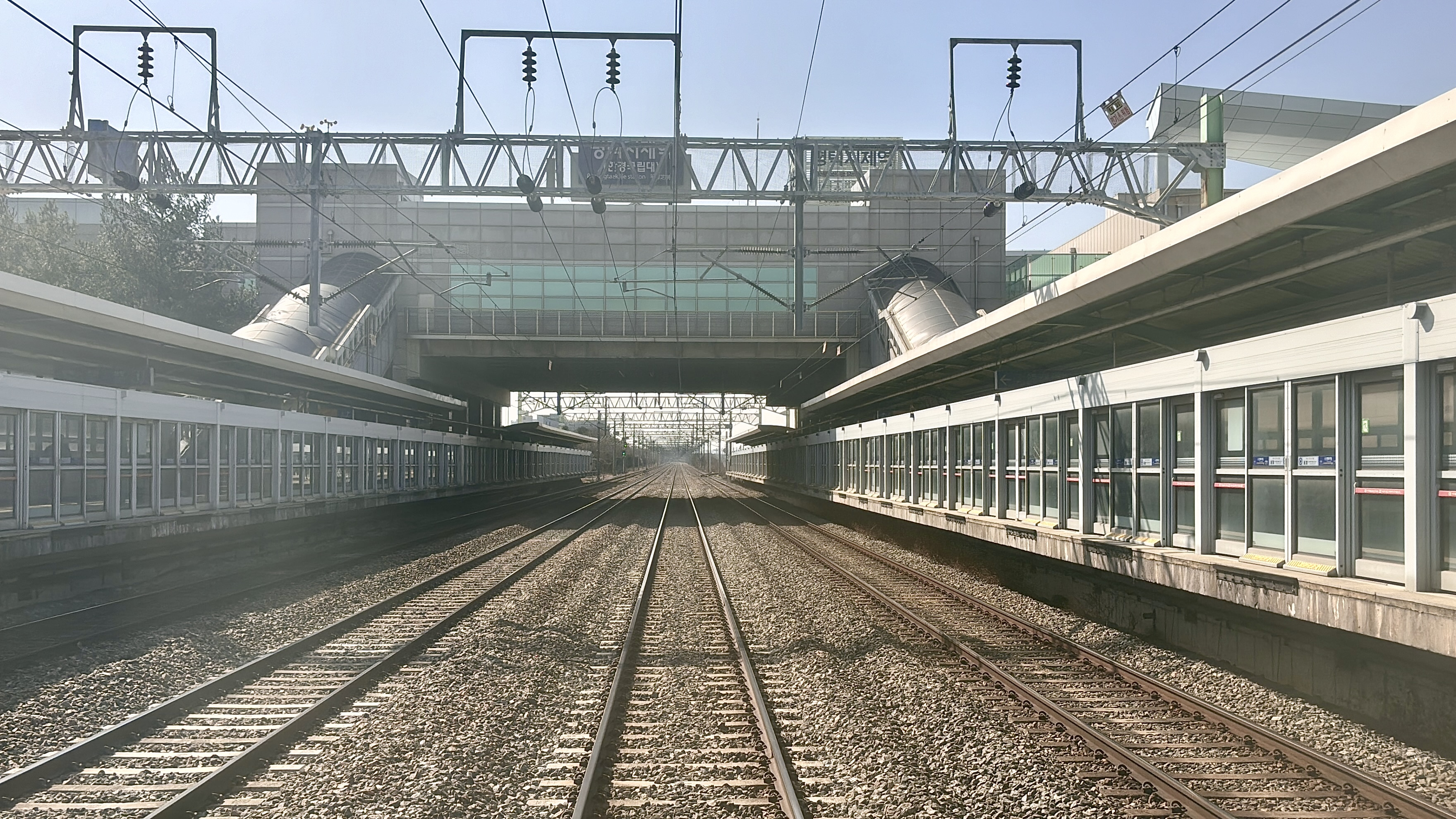
승강장
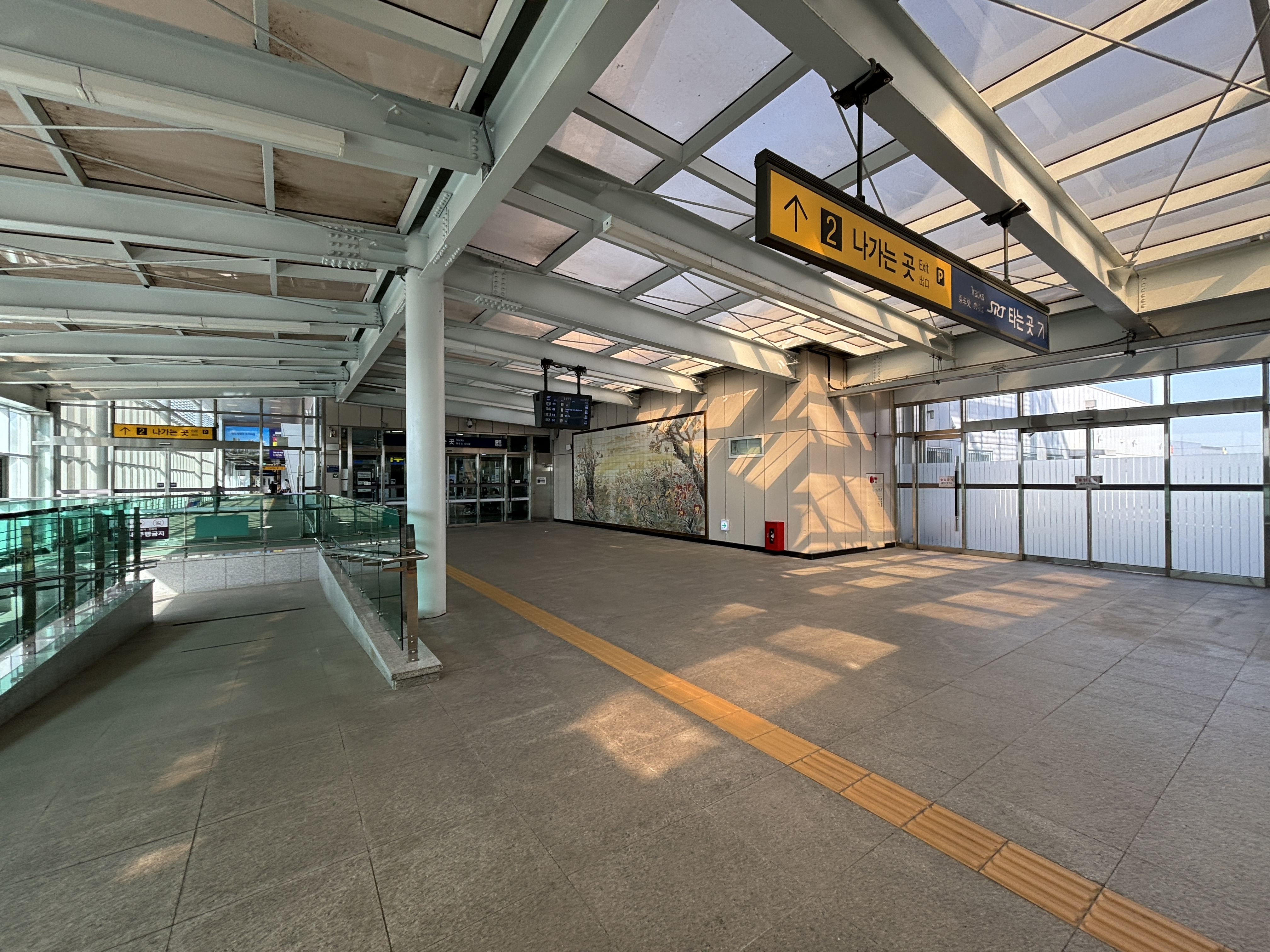
연결통로
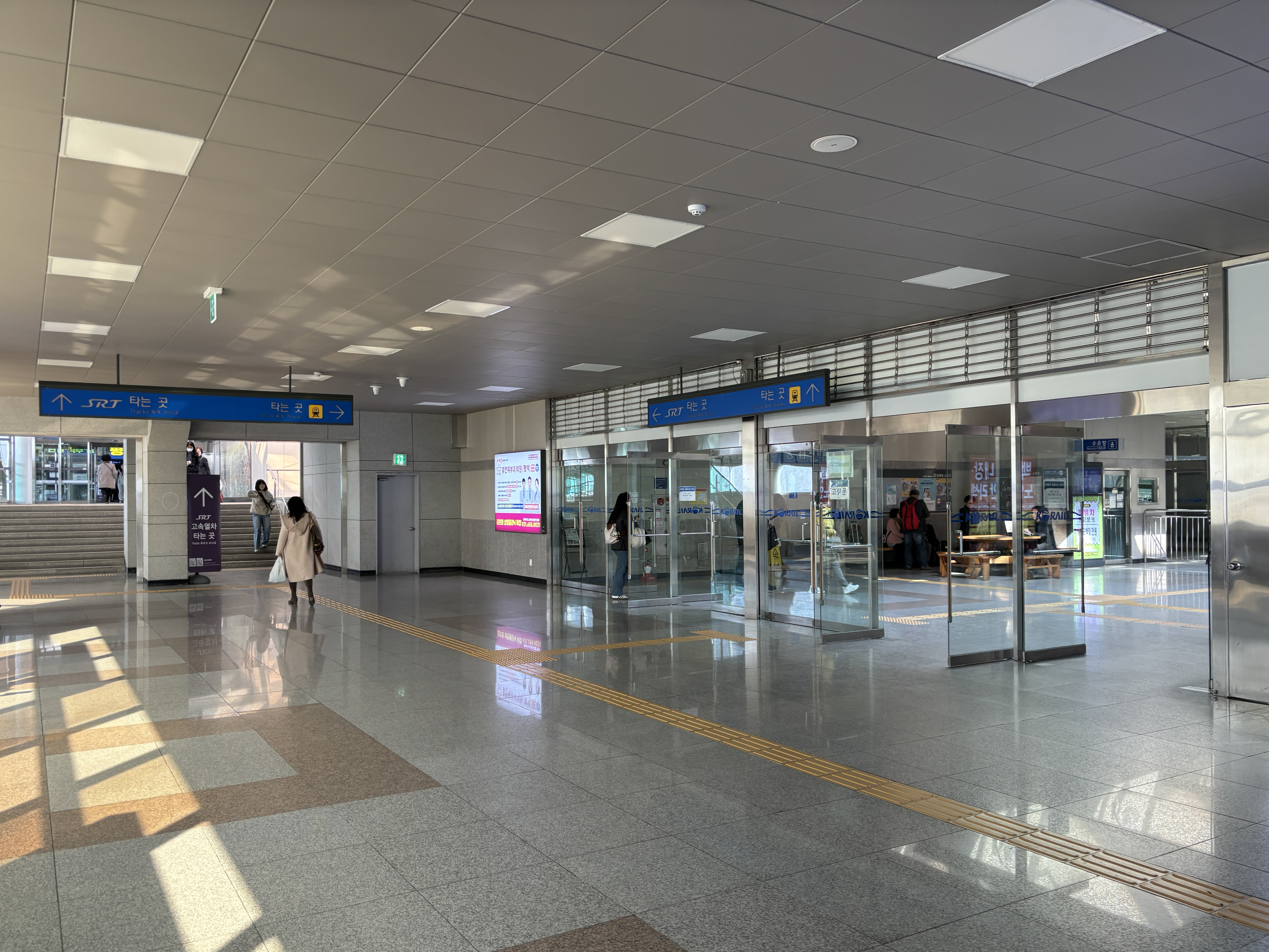
전철입구
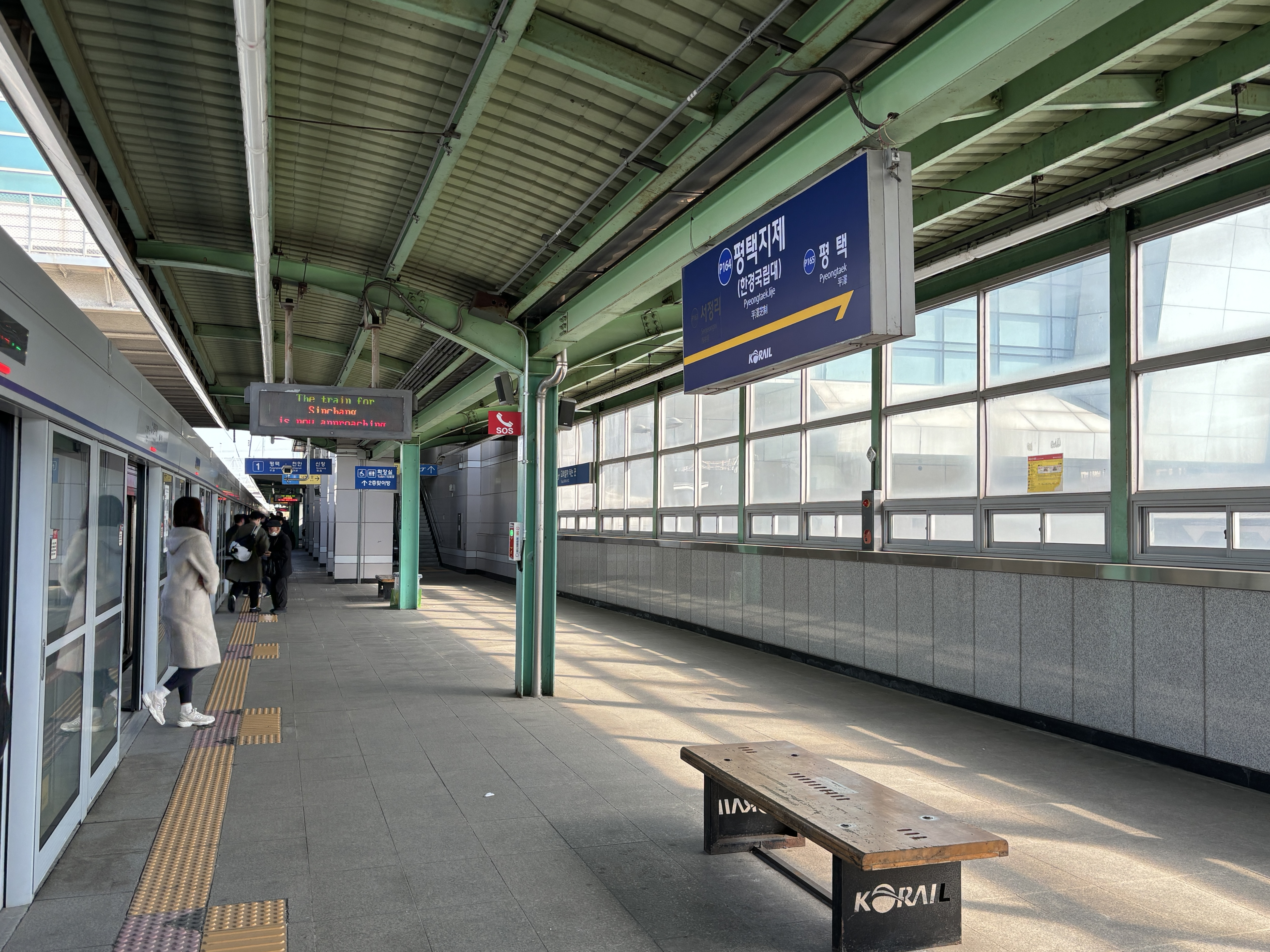
전철 남행 홈

### SRT승강장
| ↑ 동탄     |
| \| １      |
| 천안아산 ↓ |

| １ | 경부고속선 | SRT | 대전 · 동대구 · 부산 방면   |
| １ | 호남고속선 | SRT | 익산 · 광주송정 · 목포 방면 |
| １ | 경전선     | SRT | 동대구 · 마산 · 진주 방면   |
| １ | 동해선     | SRT | 대전 · 동대구 · 포항 방면   |
| １ | 전라선     | SRT | 전주 · 순천 · 여수EXPO 방면 |
| ２ | 경부고속선 | SRT | 동탄 · 수서 방면            |
| ２ | 호남고속선 | SRT | 동탄 · 수서 방면            |
| ２ | 경전선     | SRT | 동탄 · 수서 방면            |
| ２ | 동해선     | SRT | 동탄 · 수서 방면            |
| ２ | 전라선     | SRT | 동탄 · 수서 방면            |

## 역 주변
- 송탄산업단지
- KG모빌리티 본사·평택공장
- 광동제약 평택공장
- 이마트 평택점
- 홈플러스 송탄점
- 삼성전자 평택캠퍼스
- 한경국립대학교 평택캠퍼스

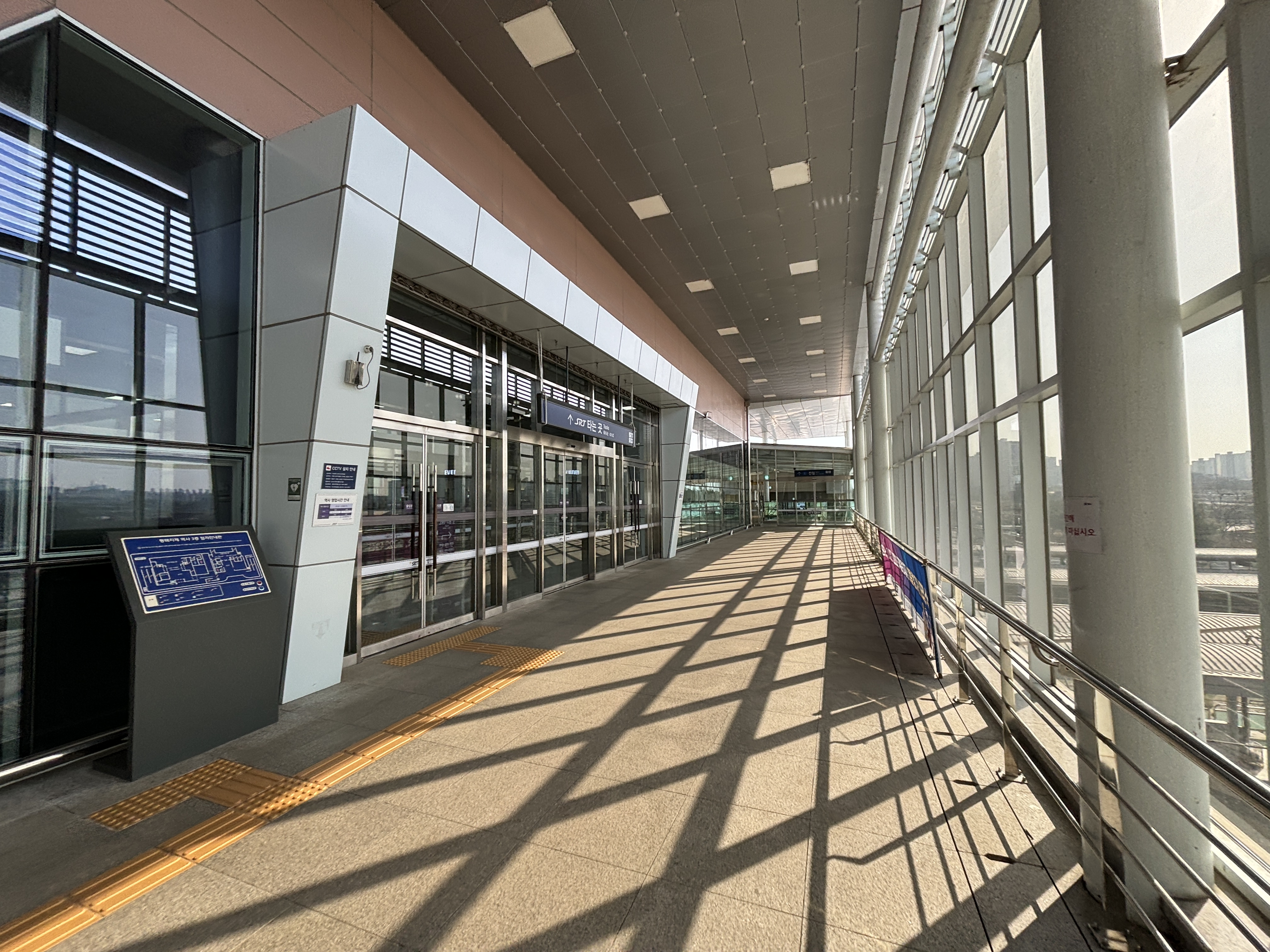
SRT입구
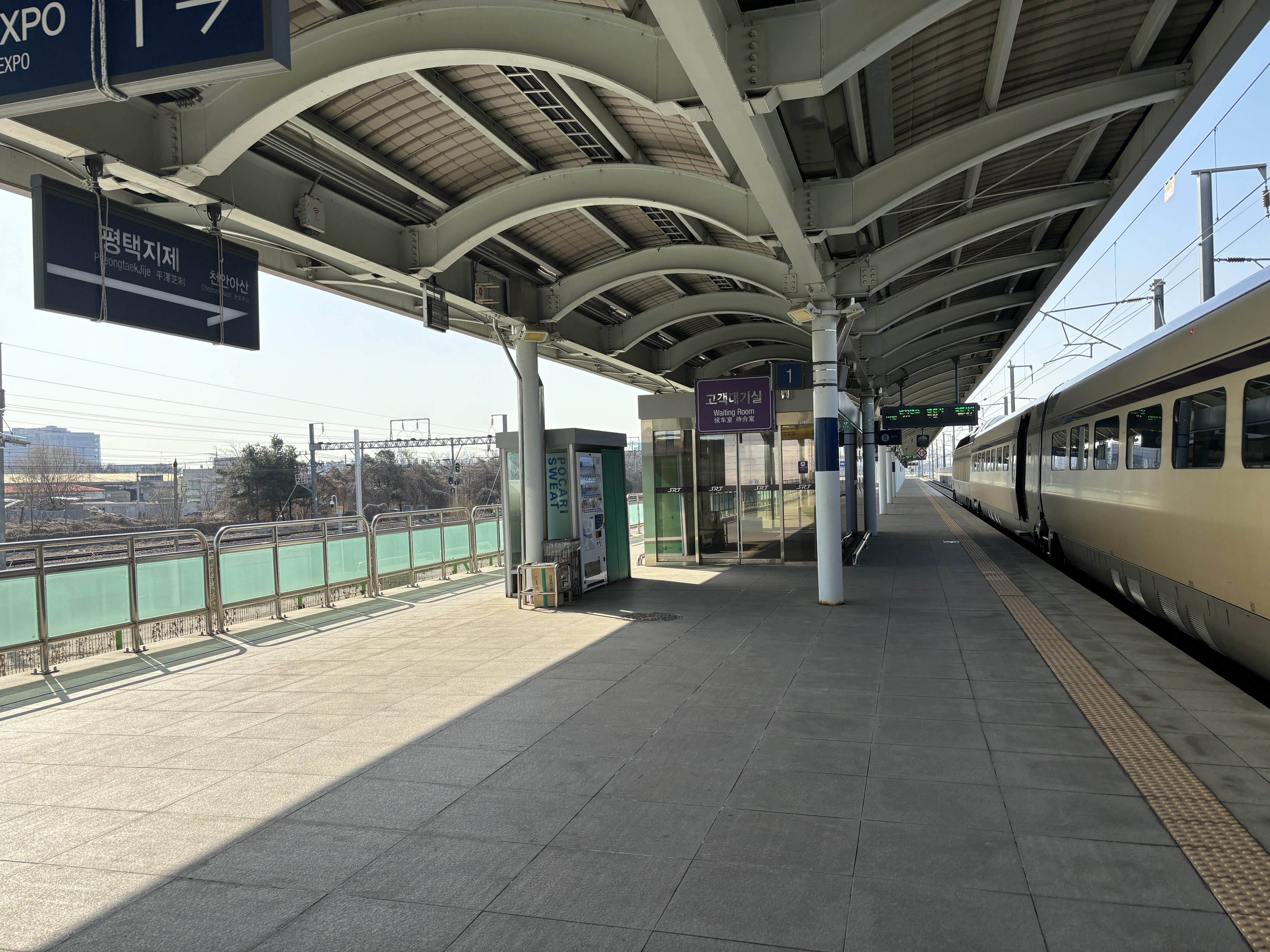
SRT남행 홈
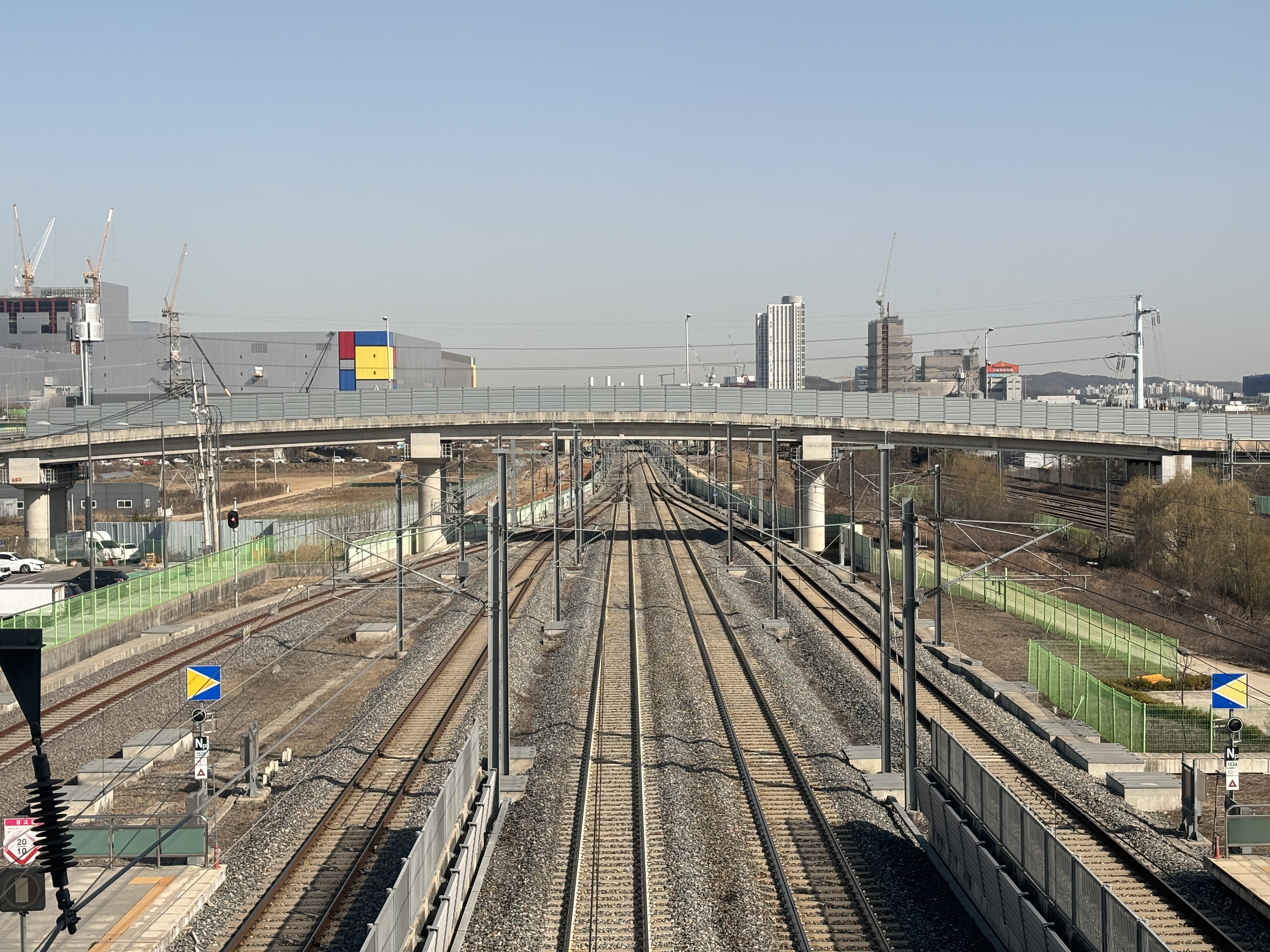
SRT승강장

## 사진

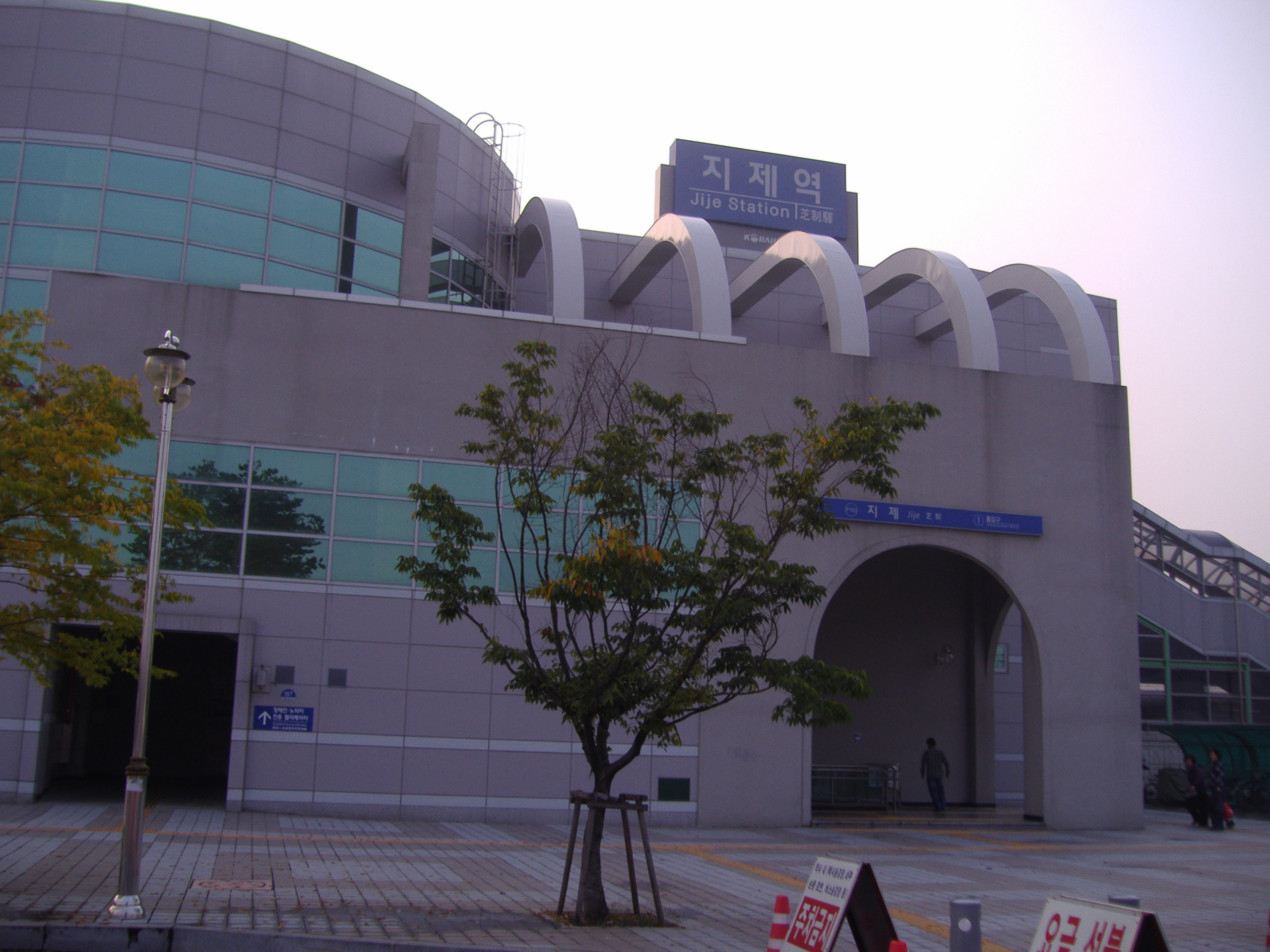
역명 변경 전 역사
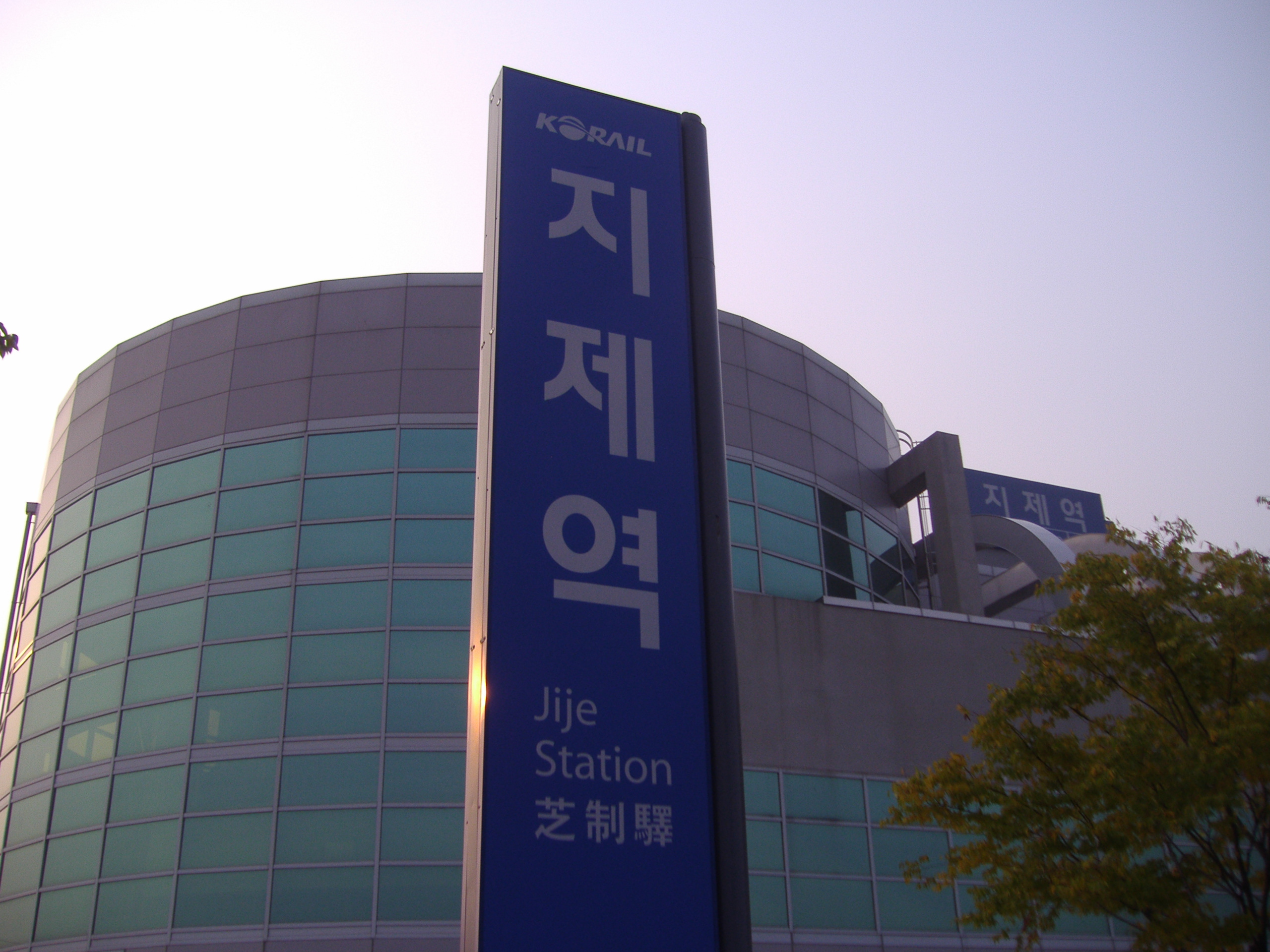
역명 변경 전 역간판
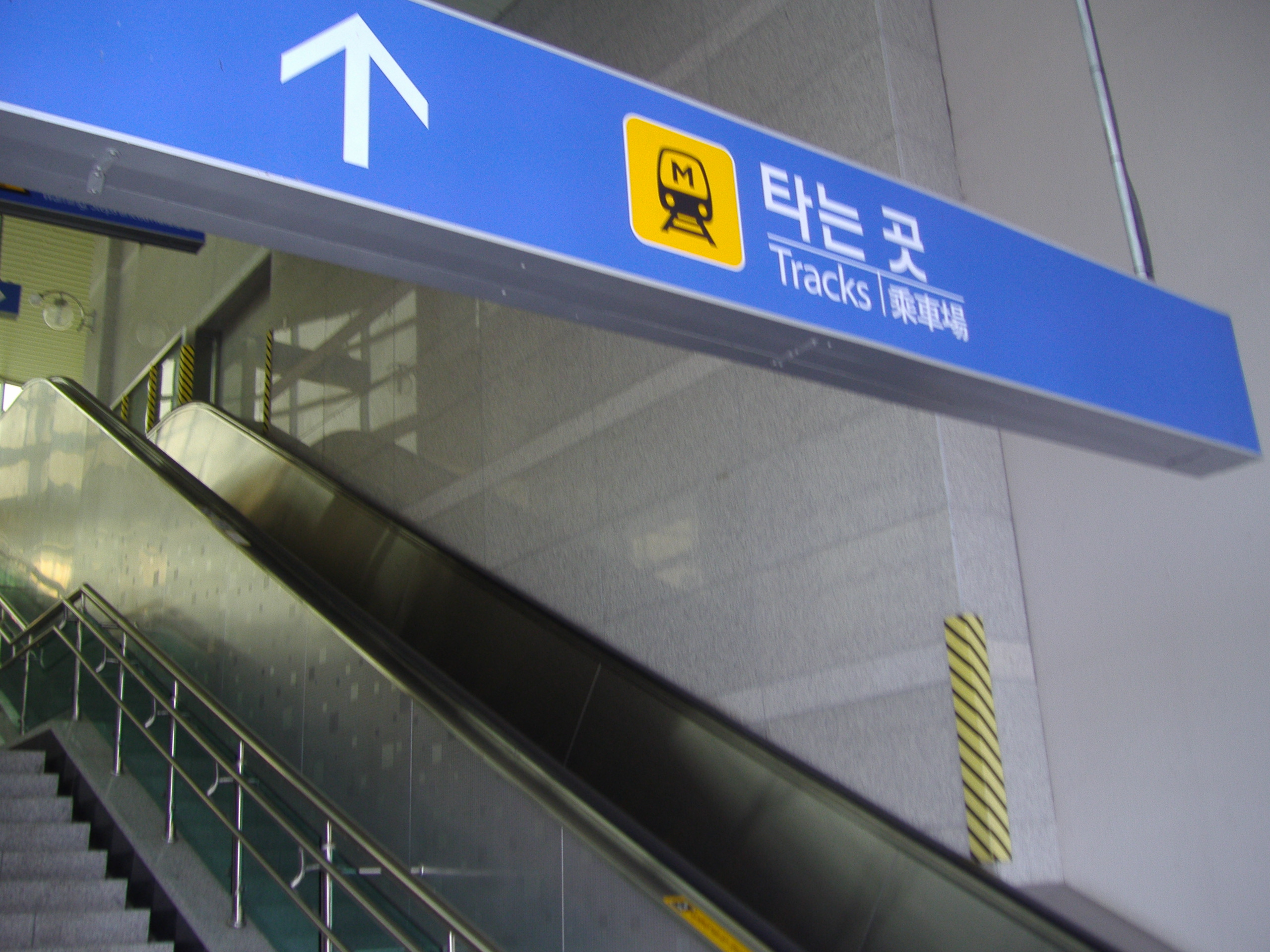
승강장 연결통로
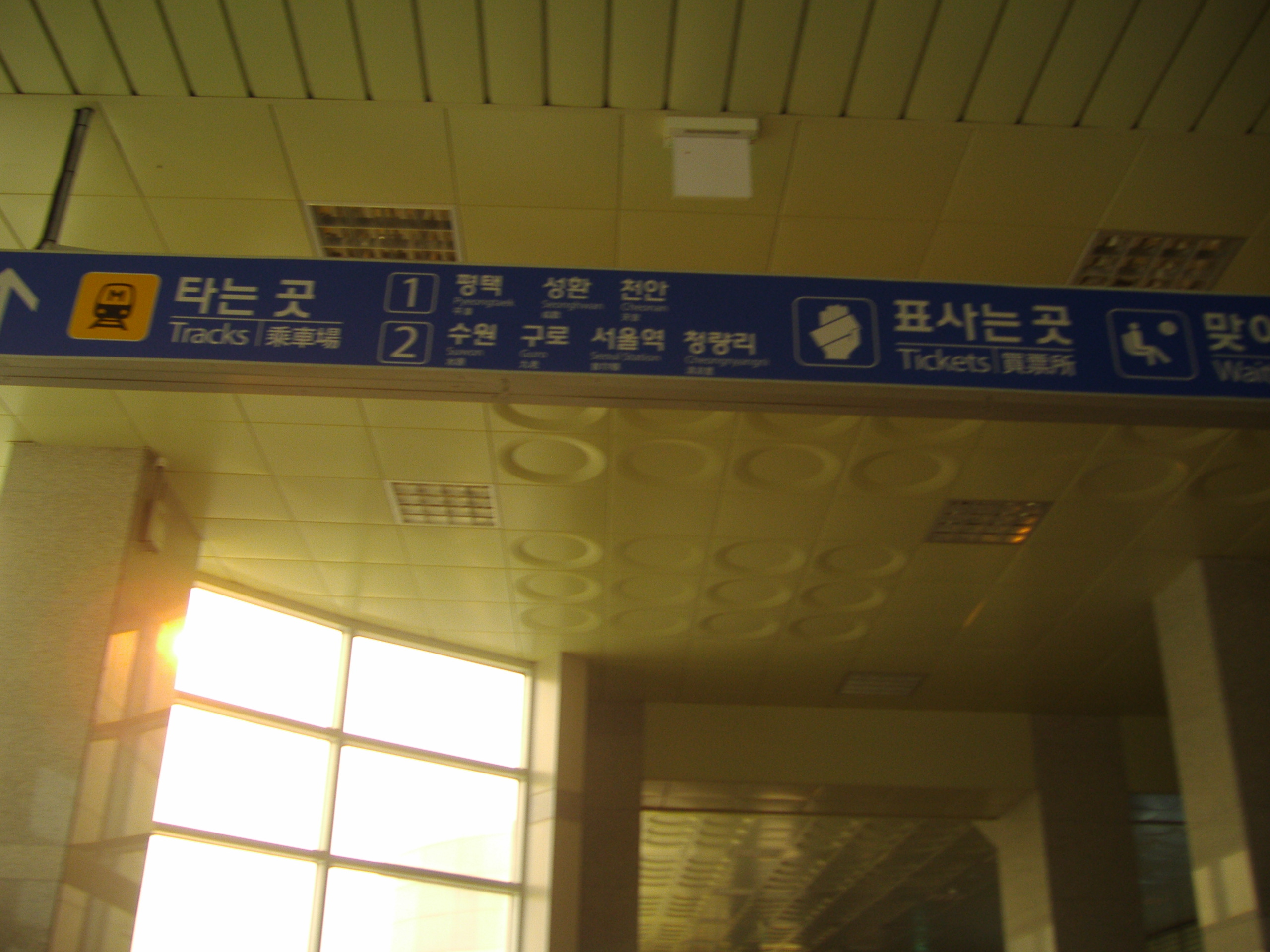
대합실 입구
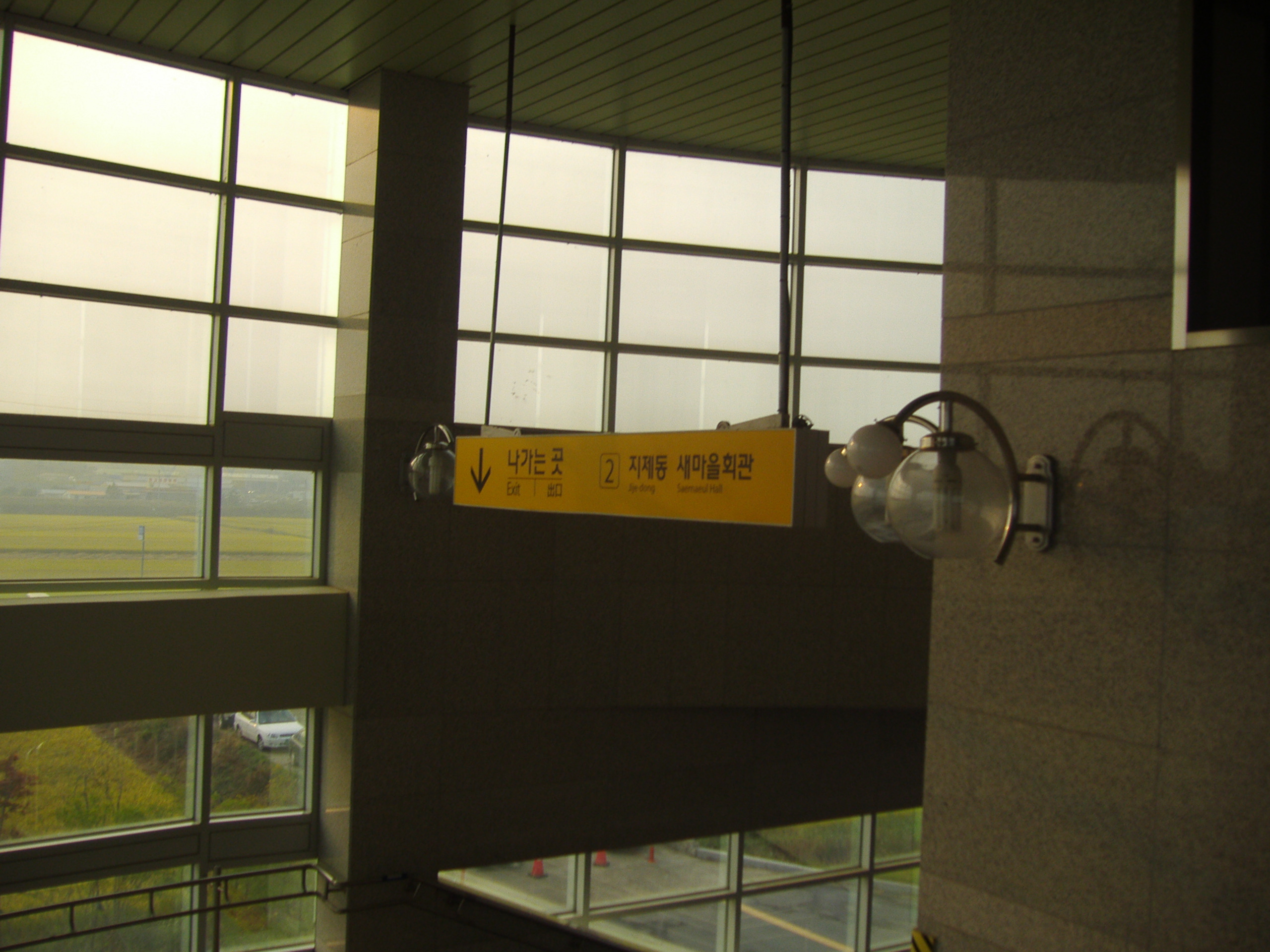
2번 출구
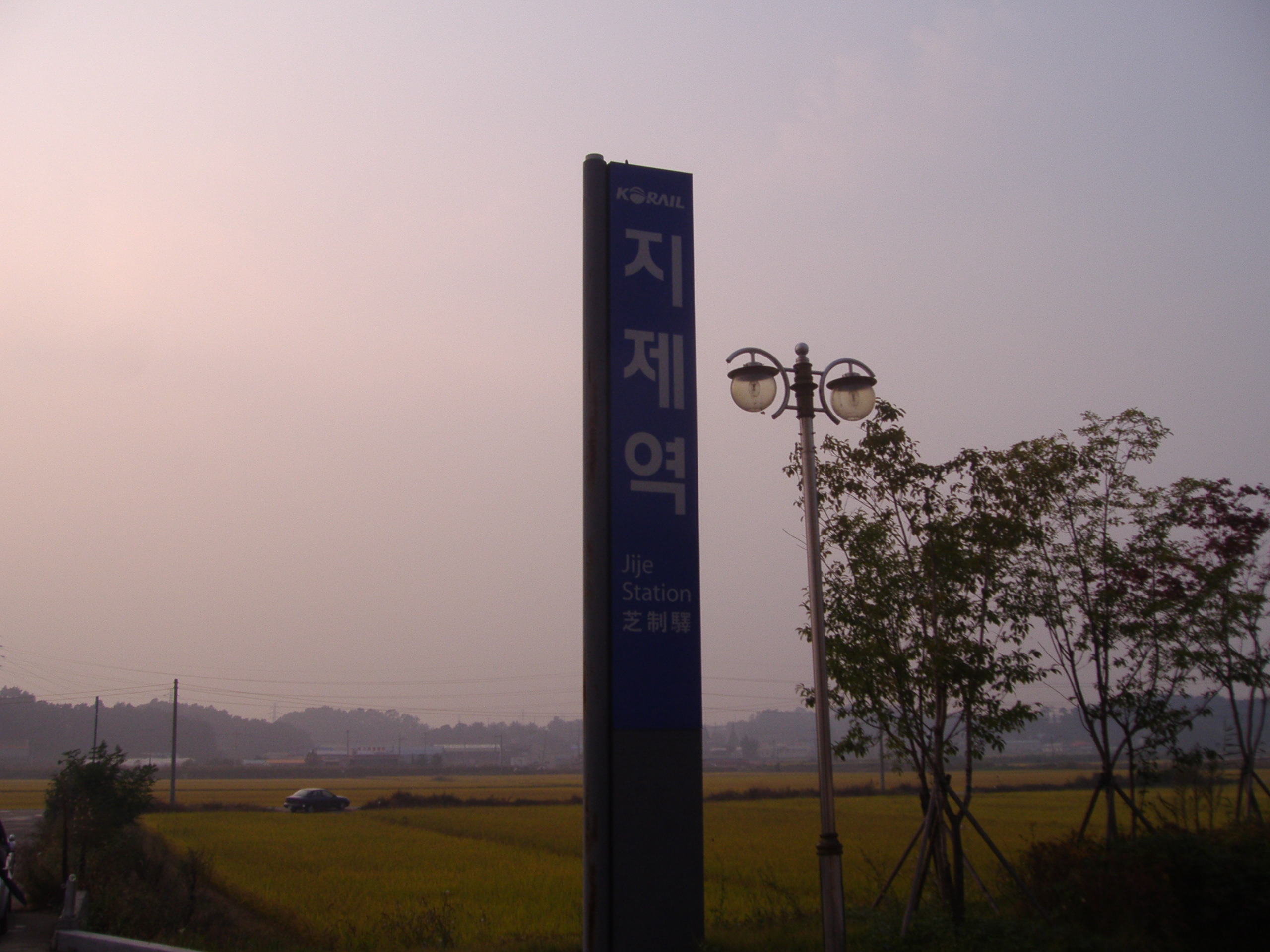
2번 출구 입간판
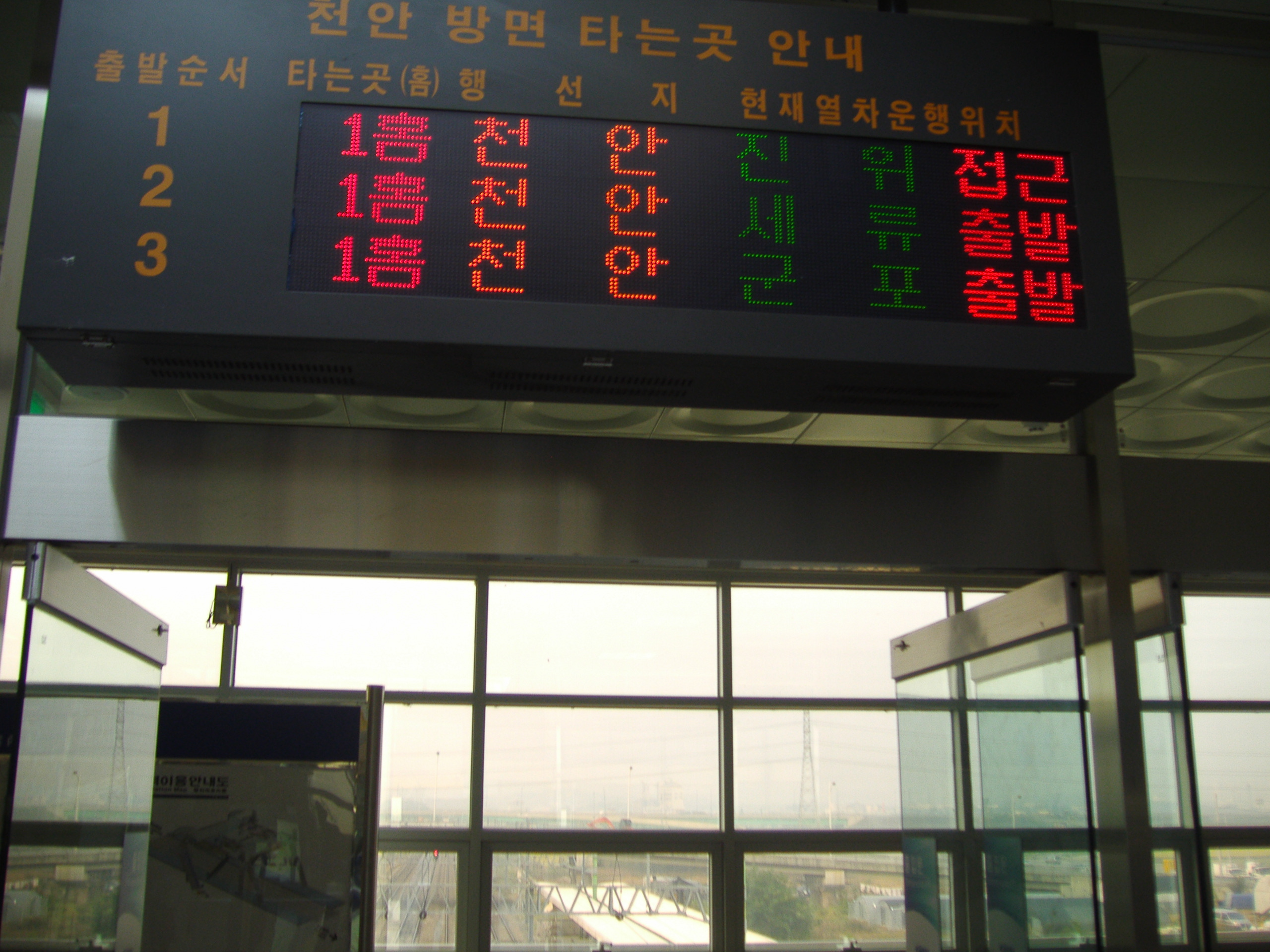
LED 전광판 표시기
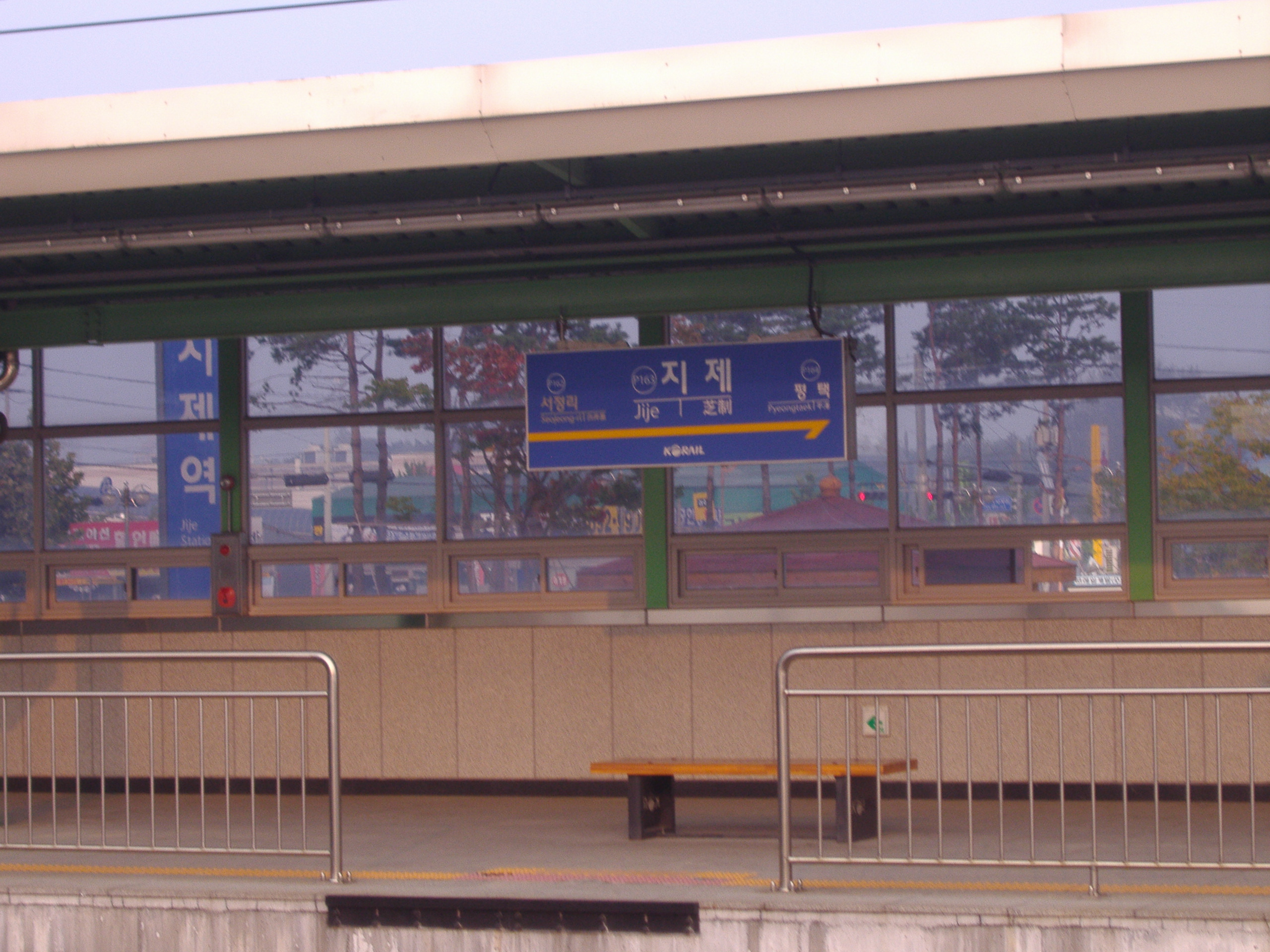
승강장 (스크린도어 설치 전)
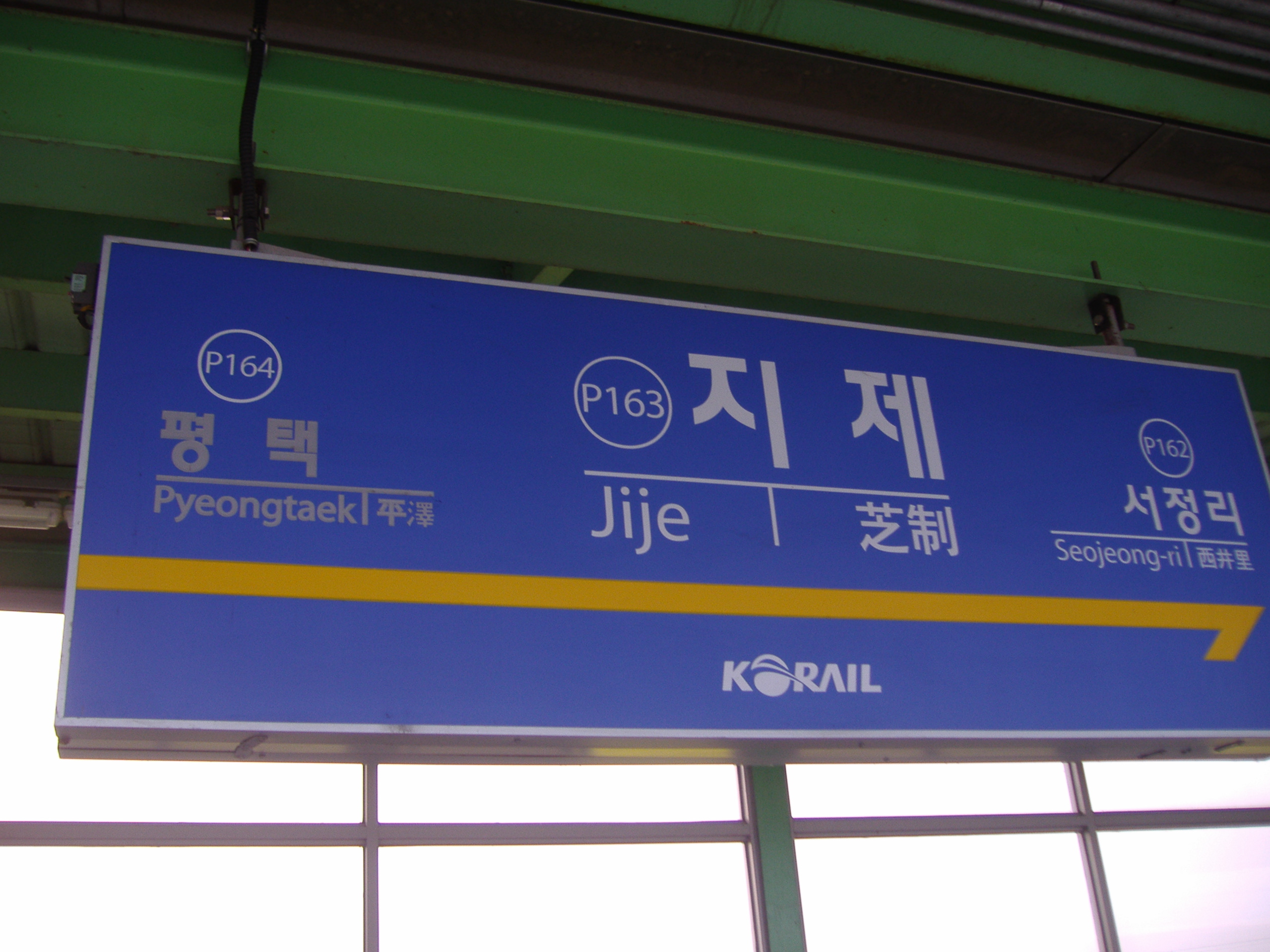
● 수도권 전철 1호선 역명판 (역명 변경 전)

## 승차량 변동
| 노선   | 승차 인원 | 승차 인원 | 승차 인원 | 승차 인원 | 승차 인원 | 승차 인원 | 승차 인원 | 승차 인원 | 승차 인원 | 승차 인원 | 승차 인원 | 승차 인원 | 승차 인원 | 승차 인원 | 승차 인원 | 승차 인원 | 승차 인원 | 주 석 |
| 노선   | 2006년    | 2007년    | 2008년    | 2009년    | 2010년    | 2011년    | 2012년    | 2013년    | 2014년    | 2015년    | 2016년    | 2017년    | 2018년    | 2019년    | 2020년    | 2021년    | 2022년    | 주 석 |
| ------ | --------- | --------- | --------- | --------- | --------- | --------- | --------- | --------- | --------- | --------- | --------- | --------- | --------- | --------- | --------- | --------- | --------- | ----- |
| 경부선 | 292       | 715       | 710       | 691       | 740       | 788       | 784       | 815       | 942       | 846       | 1020      | 1764      | 2262      | 2716      | 2071      | 2674      | 3699      | [ 8 ] |

## 인접한 역
| SRT                     | SRT                             | SRT                    |
| ----------------------- | ------------------------------- | ---------------------- |
| 동탄 수서 방면          | SRT 경부고속선                  | 천안아산 부산 방면     |
| 동탄 수서 방면          | SRT 경전선                      | 천안아산 진주 방면     |
| 동탄 수서 방면          | SRT 동해선                      | 천안아산 포항 방면     |
| 동탄 수서 방면          | SRT 호남고속선                  | 천안아산 목포 방면     |
| 동탄 수서 방면          | SRT 전라선                      | 천안아산 여수EXPO 방면 |
| ● 수도권 전철 1호선     |                                 |                        |
| P163 서정리 광운대 방면 | ● 수도권 전철 1호선 경부선 완행 | P165 평택 신창 방면    |